# Sssh.com
Sssh.com es un sitio web de erótica femenina sólo para miembros y el primer sitio web de "porno para mujeres" reconocido por la industria para adultos, al ganar el Premio XBIZ al Mejor sitio web alternativo.

## Historia
Sssh.com es un sitio de pornografía para mujeres (pornografía feminista) y erótica que ofrece películas eróticas originales en alta definición, novelas originales, obras de audio, emisoras de radio, aplicaciones de realidad virtual, eventos en directo y mucho más. El sitio está dirigido por mujeres para un público femenino. El contenido del sitio, incluidas sus películas, ha sido inspirado por sus miembros, a través de encuestas, que se han realizado de forma continua desde el inicio de la web.
Sssh.com se centra en la química y el placer mutuo, con mujeres de carácter fuerte que toman el control de su propio placer. Su fundadora, Angie Rowntree, declaró: "lancé Sssh.com en 1999 por una razón muy sencilla: Cuando eché un vistazo en la web a todos los diferentes sitios porno, y miré en el mercado de vídeo para adultos a todos los diferentes títulos y series, no vi mucho que atrajera a las mujeres".
En la 85.ª edición de los Premios Óscar, del año 2013, las mujeres nominadas recibieron una suscripción VIP gratuita de un año al sitio como parte de una bolsa de regalo.

## Producciones seleccionadas
Gone es una historia sobre el amor y la pérdida en la América de los pueblos pequeños. El crítico Rich Moreland declaró: "Angie Rowntree y Sssh.com merecen ser felicitados por la que quizá sea la película porno más reflexiva y significativa que este crítico haya visto jamás. Madeline Blue fue nominada al Premio XBIZ a la Mejor actriz en película de sexo en pareja por su papel en la película.
Ellington es la historia de Cenicienta de Cindy Ellington, de la que se aprovecha su madrastra. Su amigo de la universidad, Joe Prince, intenta ayudarla y surge un romance. La película apareció en el programa Nightline de ABC News.

## Educación
Mindbrowse.com y SexTalkTuesday.com son sitios web producidos por la fundadora de Sssh.com, Angie Rowntree.
El programa Sex Talk Tuesday se emitía semanalmente los martes, con un moderador invitado en cada episodio haciendo las preguntas, mientras los participantes comparten sus ideas y opiniones sobre el sexo. Entre los moderadores invitados anteriores se encontraban la cómica Margaret Cho, la actriz CoCo Brown, la fotógrafa y directora para adultos Holly Randall, la actriz pornográfica Kendra Sunderland, el actor de Gigolos Garen James, la terapeuta Gloria Brame, la educadora sexual Ducky DooLittle, la actriz para adultos Belle Knox, la escritora Midori y la cómica Sara Benincasa.
Mindbrowse.com organiza un programa de retransmisión en directo en el que profesionales de la industria para adultos hablan sobre los problemas a los que se enfrenta el sector. Entre los invitados anteriores se encontraban Nick Hawk, Cindy Gallop, la actriz Candida Royalle (fallecida en 2015), la cineasta Jacky St. James y la doctora Chauntelle Tibbals.
Sssh.com apareció en el libro del neurocientífico computacional Ogi Ogas A Billion Wicked Thoughts: What the Internet Tells Us About Sexual Relationships.

## En medios de comunicación
La fundadora de Sssh.com, Angie Rowntree, ha participado con frecuencia en mesas redondas en ferias de la industria para adultos y ha aparecido en los principales medios de comunicación, como Nightline de ABC News, Cosmopolitan, CNBC, Fox News, la revista Time y Psychology Today.